# Le Pont-de-Beauvoisin (Savoia)
Le Pont-de-Beauvoisin (in italiano: Ponte Belvicino) è un comune francese di 2 038 abitanti situato nel dipartimento della Savoia nella regione dell'Alvernia-Rodano-Alpi. È bagnato dal fiume Guiers che lo divide dall'omonimo comune nel dipartimento dell'Isère.

## Geografia
Le Pont-de-Beauvoisin sorge sulla riva destra del Guiers, che segna il confine tra i dipartimenti della Savoia e dell'Isère, e forma un unico agglomerato urbano con l'antistante comune di Le Pont-de-Beauvoisin. Il comune è situato a 30 km ad ovest di Chambéry.

## Storia
Nel 1349, con la firma del trattato di Romans, la Francia annesse i territori del Delfinato di Viennois. Da quel momento il confine tra i territori della corona francese e quelli del Ducato di Savoia si ritrovò a passare sul fiume Guiers. 
È rimasta un'importante località frontaliera sino al 1860, quando l'intera Savoia è stata annessa alla Francia in seguito alla firma del trattato di Torino.

## Monumenti e luoghi d'interesse
- Chiesa dei Carmelitani, in stile gotico, costruita nel XV secolo, è classificata monumento storico.

## Società

### Evoluzione demografica
Abitanti censiti

## Infrastrutture e trasporti

### Strade
La principale via d'accesso a Le Pont-de-Beauvoisin è l'autostrada A43 che unisce Lione al confine con l'Italia.
L'abitato è attraversato dall'ex RN 6, ora denominata D1006, che unisce Lione alla Savoia e alla frontiera italiana.